# Time (musical)
Time è un musical, scritto da Dave Clark e David Soames e musicato di Jeff Daniels.

## Trama
Derivato dal musical del 1970 The Time Lord di Soames e Daniels, la storia si basa sul musicista rock Chris Wilder, trasportato con i suoi cristiana e la band ad un concerto presso la High Court of the Universe nella galassia di Andromeda. Alla luce dei progressi dell'umanità nell'esplorazione dello spazio, Melchisedic, il signore del tempo (liberamente ispirato a Doctor Who), decide di esaminare il popolo terrestre per determinare quale ruolo giocheranno gli individui della Terra nella ricerca della pace universale; Wilder e la sua band sono chiamati a difendere il loro pianeta.

## Produzione e allestimento
L'opera ha fatto molto affidamento sugli effetti speciali, tra cui un'enorme testa fluttuante proiettata detta Akash (costruita dai produttori del telefilm come un ologramma), che serviva come narratore per tutto lo spettacolo. L'interno del Dominion Theatre venne molto modificato per ospitare la base in acciaio massiccio con un ascensore idraulico progettato da John Napier.
Di produzione del teatro del West End, lo spettacolo venne diretto e coreografato da Larry Fuller (assistito da Arlene Phillips) ed ebbe la sua prima mondiale il 9 aprile 1986 al Dominion Theatre di Londra, in Inghilterra, dove venne eseguito per due anni. Cliff Richard ha interpretato il ruolo di Wilder, Jodie Brooke Wilson come Louise, Jeff Shankley come Melchisedic e Dilys Watling come uno dei giudici di tribunale, con un filmato di Laurence Olivier come Akash; in seguito, David Cassidy ha sostituito Richard per il ruolo di Wilder.

## Album
Un concept album è uscito con l'etichetta della Capitol Records, negli Stati Uniti, e della EMI per il resto del mondo. Oltre che da parti di Richard e Olivier, l'opera è caratterizzata da composizioni di Freddie Mercury, Julian Lennon, Murray Head, Dionne Warwick, Burt Bacharach, Richard Carpenter, Leo Sayer, Ashford & Simpson, Dusty Springfield, John Christie, John Helms, Mike Moran e Paul Miles-Kingston.

## Lista delle canzoni
Primo atto
- Time Talkin'
- Born to Rock 'n' Roll
- Time
- Music of the Spheres
- Law of the Universe
- The Time Lord Theme
- The Charge
- One Human Family
- What On Earth (spostata al secondo atto nel 1987)
- Your Brother in Soul
- Case for the Prosecution
- Time Will Teach Us All
- If You Only Knew
- I Object
- In My Defence

Secondo atto
- Within My World (aggiunta all'apertura del secondo atto nel 1987)
- Move the Judge
- What on Earth (rimossa dal secondo atto nel 1987)
- I Don't Like You
- She's So Beautiful
- We're the UFO
- The Theme from Time
- Harmony
- The Return
- Time (replica)
- It's in Everyone of Us